# (4490) Bambery
(4490) Bambery ist ein Hauptgürtelasteroid, der am 14. Juli 1988 von Eleanor Helin und Brian P. Roman vom Palomar-Observatorium (IAU-Code 675) aus entdeckt wurde.
Der Asteroid wurde nach dem US-amerikanischen Chemiker Raymond J. Bambery benannt.